# Formação Glen Rose
A Formação Glen Rose é um local que concentra diversos fósseis do período Crestáceo, perto de Glen Rose, no estado do Texas.

## Vertebrados
| Vertebrados da Formação de Glen Rose                     | Vertebrados da Formação de Glen Rose | Vertebrados da Formação de Glen Rose | Vertebrados da Formação de Glen Rose | Vertebrados da Formação de Glen Rose |
| Taxonomia                                                | Presença                             | Descrição                            | Imagens                              |                                      |
| -------------------------------------------------------- | ------------------------------------ | ------------------------------------ | ------------------------------------ | ------------------------------------ |
| Gênero - Acrocanthosaurus 1. Acrocanthosaurus atokensis  |                                      |                                      |                                      |                                      |
| Família - Azhdarchidae                                   | - Raro                               | - Apenas um úmero                    |                                      |                                      |
| Super Família - Crocodiloidea 1. An egg.                 |                                      |                                      |                                      |                                      |
| Gênero - Pachycheilosuchus 1. Pachycheilosuchus trinquei |                                      |                                      |                                      |                                      |